# Joël Bastard
Pour les personnes ayant le même patronyme, voir Bastard.
Joël Bastard est un poète, romancier et auteur dramatique français né à Versailles en 1955.

## Biographie
Né en 1955 à Versailles, en France, il s'adonne à l'écriture dès l'adolescence, ne s'y consacre pleinement qu'à partir de l'an 2000, après avoir occupé divers métiers, tels que facteur ou peintre en bâtiment...
Son activité artistique inclut la participation à des lectures publiques, ainsi que l'animation d'ateliers de création littéraire (poésie et théâtre). Poète, romancier et auteur dramatique et artiste peintre il emploie également sa créativité à concevoir des livres d'artistes (640), en collaboration avec des artistes comme Christian Jaccard, Charlélie Couture, Tony Soulié, Patrick Devreux, Claude Viallat, Georges Badin, Jephan de Villiers, Jean Anguera, Éric Coisel...

## Œuvres
Aux Éditions Gallimard
- Beule, Éditions Gallimard, 2000, 108 p. (ISBN 2-07-076040-5) - prix Antonin-Artaud 2001
- Se dessine déjà, Éditions Gallimard, 2002, 170 p. (ISBN 2-07-076591-1)

- Le Sentiment du lièvre, Éditions Gallimard, 2005, 131 p. (ISBN 2-07-077126-1)
- Casaluna, Éditions Gallimard, 2007, 103 p. (ISBN 978-2-07-078204-8)
- Manière (récit), Paris, Éditions Gallimard, 2009, 211 p. (ISBN 978-2-07-012689-7)
- Des lézards, des liqueurs (poèmes), Éditions Gallimard, 2018 (ISBN 978-2-07-277189-7)
  - Les Couvertures contemporaines suivi de Le Principe souterrain, Éditions Gallimard, 2024 (ISBN 978-2-07-302084-0) Grand Prix de la Maison de Poésie - Fondation Émile Blémont 2024

Chez d'autres éditeurs
- Bakofè, Éditions Al Manar, 2009, 51 p. (ISBN 978-2-913-89675-8)
- Derrière le fleuve, Éditions Al Manar, 2010, 95 p. (ISBN 978-2-913896-87-1)
- Bâton rouge (ill. Tony Soulié), Éditions Virgile, coll. « Écrire la lumière », 2011, 84 p. (ISBN 978-2-914481-80-9)
- Sans revenir (ill. Georges Badin), Éditions Æncrages & Co, 2011, 51 p. (ISBN 978-2-35439-041-9)
- Les Chinchards de Douarn, suivi de Les Aéroglisseurs et de Bob à Bob : théâtre Blitz (théâtre), Romainville, Éditions Passage d’encre, coll. « Trace(s) », 2011 (ISBN 978-2-35855-042-0)
- Ce soir Neil Armstrong marchera sur la lune (ill. Patrick Devreux) (récit), Éditions Esperluète, 2013, 40 p. (ISBN 978-2-35984-039-1)
- La Clameur des lucioles (ill. Charlélie Couture), Éditions Virgile, 2013, 70 p. (ISBN 978-2-914-48196-0)
- Journal foulé aux pieds (récit), Isolato, 2013 (ISBN 978-2-354-48029-5)
- Entre deux livres (poèmes), Folle Avoine, 2013 (ISBN 978-2-868-10214-0)
- Tout ce que la nuit (poèmes), 2014 (avec Claire Nicole, Galerie Isabelle Gétaz)
- À l’instant de vous quitter (poèmes), 2014 (avec Edward Baran, Atelier de Villemorge)
- Le Pont Mathurine (théâtre), Lanskine, 2014
- Au-delà des racines, le bestiaire du silence (poèmes), coll. « Mémoires », 2015 (avec Jephan de Villiers, Espace Jephan de Villiers)
- Une cuisine en Bretagne (poèmes), Lanskine, 2016 (ISBN 979-1-090-49136-6)
- Chère peinture (poèmes), J'en suis Bleue, coll. « Collection des ami(e)s de Marie Morel », 2016
- Garder l'anonyme ou Faire un secret de son nom, in Des Poètes à l'œuvre, Plessis, éditions Art3, 2019
- Journal de la contre-clef, Al Manar, 2023 (ISBN 978-2-3642-6387-1)
- Filumena (roman), Belfond, 2024 (ISBN 978-2-7144-0381-0)

## Pour approfondir